# Connecticut Open 2015
Il Connecticut Open 2015 è stato un torneo femminile di tennis giocato sul cemento. È stata la 48ª edizione del Connecticut Open, che fa parte della categoria Premier nell'ambito del WTA Tour 2015. Il torneo si è giocato al Cullman-Heyman Tennis Center nel New Haven, Connecticut, USA, dal 23 al 29 di agosto. È stato l'ultimo torneo prima degli US Open 2015.

## Partecipanti WTA

### Teste di serie
| Nazione   | Giocatrice          | Ranking* | Testa di serie |
| --------- | ------------------- | -------- | -------------- |
| Romania   | Simona Halep        | 3        | 1              |
| Rep. Ceca | Petra Kvitová       | 4        | 2              |
| Danimarca | Caroline Wozniacki  | 5        | 3              |
| Rep. Ceca | Lucie Šafářová      | 6        | 4              |
| Rep. Ceca | Karolína Plíšková   | 7        | 5              |
| Svizzera  | Timea Bacsinszky    | 14       | 6              |
| Polonia   | Agnieszka Radwańska | 15       | 7              |
| Italia    | Sara Errani         | 16       | 8              |

* Le teste di serie sono basate sul ranking al 17 agosto 2015.

### Altre partecipanti
Le seguenti giocatrici hanno ricevuto una wild card per il tabellone principale:
- Agnieszka Radwańska
- Alison Riske
- Lucie Šafářová
- Caroline Wozniacki

Le seguenti giocatrici sono passate dalle qualificazioni:

- Polona Hercog
- Ol'ga Savčuk
- Julija Putinceva
- Roberta Vinci
- Vol'ha Havarcova
- Magdaléna Rybáriková

La seguente giocatrice è entrata come lucky loser:
- Lesja Curenko

## Campioni

### Singolare femminile
Petra Kvitová ha battuto in finale  Lucie Šafářová con il punteggio di 6(8)–7, 6-2, 6-2.
- È il terzo titolo stagionale Premier per la Kvitová.

### Doppio femminile
Julia Görges /  Lucie Hradecká hanno battuto in finale  Chuang Chia-jung /  Liang Chen con il punteggio di 6-3, 6-1.